# Steve Carlton
Steven Norman Carlton, detto Steve (Miami, 22 dicembre 1944), è un ex giocatore di baseball statunitense di ruolo lanciatore nella Major League Baseball (MLB). È stato introdotto nella National Baseball Hall of Fame nel 1994.

## Carriera
Carlton lanciò dal 1965 al 1988 per sei differenti squadre nel corso della carriera, disputando gli anni migliori con i Philadelphia Phillies dove vinse per quattro volte il Cy Young Award come miglior lanciatore dell'anno, il primo giocatore della storia a conquistarlo per quattro volte. È al secondo posto di tutti i tempi per strikeout per un lanciatore mancino (quarto complessivo) e secondo in vittorie sempre per un lanciatore mancino (11º assoluto). Detenne il record per il maggior numero di strikeout in carriera tra il 1982 e il 1984, prima di essere sorpassato da Nolan Ryan. Una delle sue imprese maggiormente degne di nota fu il contare per quasi la metà delle vittorie (46%) della propria squadra, quando vinse 27 partite per i Phillies che terminarono all'ultimo posto nel 1972 (59-97). È stato l'ultimo lanciatore della National League a vincere 25 o più gare in una stagione, oltre che l'ultimo in assoluto a lanciare per più di 300 inning in una stagione. Detiene anche il record per il maggior numero di balk in carriera per un lanciatore con 90 (il doppio del secondo in classifica, Bob Welch). In carriera, Carlton conquistò per due volte le World Series: nel 1967 con i St. Louis Cardinals e nel 1980 con i Phillies. Nel 1999 fu inserito da The Sporting News‍ al 30º posto nella classifica dei migliori cento giocatori di tutti i tempi.

## Palmarès

### Club
- World Series: 2

St. Louis Cardinals: 1967
Philadelphia Phillies: 1980

### Individuale
- MLB All-Star: 10

1968, 1969, 1971, 1972, 1974, 1977, 1979–1982
- Cy Young Award: 4

1972, 1977, 1980, 1982
- Guanti d'oro: 1

1981
- Tripla corona: 1

1972
- Leader della National League in vittorie: 4

1972, 1977, 1980, 1982
- Leader della National League in media PGL: 1

1972
- Leader della National League in strikeout: 5

1972, 1974, 1980, 1982, 1983
- Numero 32 ritirato dai Philadelphia Phillies